# Michael Orozco
Artikeln följer den spanska namnseden; faderns efternamn är Orozco och moderns efternamn Fiscal.
Michael Orozco Fiscal, född 7 februari 1986 i Orange, Kalifornien, är en amerikansk fotbollsspelare som spelar för Orange County SC. Han har även representerat USA:s landslag.

## Karriär
I juni 2019 värvades Orozco av Orange County SC.